# Nicolas Vignier fils
Pour les articles homonymes, voir Vignier.
Nicolas Vignier fils (en Allemagne vers 1575 - Blois 1645), écuyer, sieur de La Mothe, est le fils aîné de Nicolas Vignier (†1596), juriste calviniste qui se reconvertit au catholicisme. Il épousa Olympe Le Blond.
Avec son frère Jean, il publia, en décembre 1601, le Recueil de l'Histoire de l'Église à laquelle son père n'avait pu mettre la dernière main. Ils la dédièrent à Maximilien de Béthune.
Il est le père de Jérôme Vignier, qui s'est converti au catholicisme et a été père de l'Oratoire.
Après des études à Leyde, il fut pasteur et controversiste. Il fut président du synode provincial de Blois à partir de 1611. II fut un des secrétaires du Synode national d'Alès, tenu en 1620.
Certains ouvrages le prétendent converti au catholicisme dans sa vieillesse par son fils Jérôme Vignier (1606-1661), prêtre oratorien, ce qui n'est pas le cas.

## Œuvres
- Recueil de l'Histoire de l'Église, Depuis le Baptesme de nostre Seigneur Jésus Christ, jusques à ce temps, 1601, Leyde, chez Christoffle de Raphelengien, 638 pages. [œuvre majoritairement écrite par Nicolas Vignier (père)]
- De Venetorum Excommunatione adversus Caesarem Baronium, E. R. Cardinalem, dissertatio. A Saumur, chez Thomas Portau, 1606
- Examen des erreurs avancées en quelques propositions et écrits par F. Sylvestre, avec le discours de ce qui s'est passé sur le défi faict par iceluy au ministre, 1607[1] ;
- Traité de la vraie participation du corps et du sang de J.-C., avec une homélie de la disposition que le chrétien doit avoir pour se préparer à la Saincte Cène, Genève, 1607[2] ;
- Confirmation de la doctrine de la vraye participation du corps et du sang de N.-S. J.-C. contre la prétendue Correction de Sylvestre Du Val, prédicateur capucin, Saumur, 1608, in 12[3] ;
- Théâtre de l'Antéchrist, (Saumur), Th. Porteau, 1610.
- Sermons de préparation à la table du Seigneur, Première décade, Charenton, 1645.